# Sébastien Tortelli
Sébastien Tortelli (Agen, 19 augustus 1978) is een Frans voormalig motorcrosser.

## Carrière
Tortelli maakte zijn debuut in het Wereldkampioenschap motorcross in de laatste Grand Prix 125cc van 1994, een paar dagen na zijn zestiende verjaardag. In 1995, rijdend voor Kawasaki, wist hij enkele Grands Prix te winnen en sloot het seizoen af op de derde plaats. Het jaar daarop behaalde hij de wereldtitel. In 1997 maakte Tortelli de overstap naar de 250cc-klasse. Tortelli werd bekend om zijn agressieve rijstijl, verbluffende bochtensnelheid en vechtlust. Mede hierdoor viel hij enkele keren zeer zwaar. Uiteindelijk kon hij het seizoen niet uitrijden door een blessure, maar hij eindigde nog als vierde. Het seizoen 1998 stond in het teken van de strijd tussen Tortelli en regerend wereldkampioen Stefan Everts. In de laatste wedstrijd van het seizoen wist Tortelli de wereldtitel te behalen.
In 1999 vertrok Tortelli naar de Verenigde Staten om er met Honda te gaan rijden. Het Supercross-seizoen was niet meteen een succes en hij spaarde zichzelf voor de outdoor wedstrijden. In zijn allereerste outdoor wedstrijde wist hij meteen de overwinning te behalen. Hij leidde bijna het ganse seizoen tot hij geblesseerd geraakte bij een valpartij en de titel naar Greg Albertyn ging. In 2000 eindigde hij als tweede in het outdoor kampioenschap. De volgende seizoenen kon hij ongeveer dezelfde resultaten voorleggen. Hij eindigde constant in de top vijf van zowel het supercross als outdoor kampioenschap. Van 2003 tot en met 2005 reed hij voor Suzuki. Tortelli had constant last van knie- en polsblessures, zodat hij nooit een volledig seizoen kon rijden.
Tortelli besloot terug te keren naar het Wereldkampioenschap om in 2006 en 2007 met KTM in de MX1 te rijden. Zijn doel was zijn oude rivaal Everts te verslaan in de strijd om de wereldtitel. Na enkele duels in het begin van het seizoen kwam Tortelli ten val waarbij hij zijn heup ontwrichtte. Geruchten deden de ronde dat Tortelli terug naar Amerika zou gaan in 2007, maar hij kondigde eind 2006 zijn afscheid van het professionele motorcross aan.
Tortelli richtte zijn eigen motorcross-school op, die hij tot begin 2009 leidde. Hij begeleidt ook jonge piloten.

## Palmares
- 1996: Wereldkampioen 125cc
- 1998: Wereldkampioen 250cc

| 1            | 1995 | Indonesië        | Yogyakarta     |
| 2            | 1996 | Slovenië         | Maribor        |
| 3            | 1996 | Spanje           | Bellpuig       |
| 4            | 1996 | Hongarije        | Kaposvár       |
| 5            | 1996 | Zwitserland      | Payerne        |
| 6            | 1996 | Tsjechië         | Jinín          |
| 7            | 1996 | Nederland        | Lichtenvoorde  |
| 8            | 1996 | Groot-Brittannië | Foxhill        |
| 9            | 1996 | Frankrijk        | Cussac         |
| 10           | 1996 | Duitsland        | Holzgerlingen  |
| 11           | 1996 | Indonesië        | Yogyakarta     |
| 250cc-klasse |      |                  |                |
| 12           | 1997 | San Marino       | Borgo Maggiore |
| 13           | 1997 | Italië           | Cingoli        |
| 14           | 1998 | Nederland        | Valkenswaard   |
| 15           | 1998 | Brazilië         | Belo Horizonte |
| 16           | 1998 | Groot-Brittannië | Foxhill        |
| 17           | 1998 | Italië           | Montevarchi    |
| 18           | 1998 | Europa (België)  | Leuven         |
| 19           | 1998 | Zwitserland      | Roggenburg     |
| 20           | 1998 | Griekenland      | Megalopolis    |